# Altkötzschenbroda
Die Straße Altkötzschenbroda ist eine Innerortsstraße in der sächsischen Stadt Radebeul, zugleich stellt sie als Anger einen städtischen Platz dar. Dieser ist mit seiner meist giebelständigen Bebauung der eigentliche Siedlungskern des Straßenangerdorfs Kötzschenbroda. Im weiteren Sinn bezeichnet Altkötzschenbroda daher auch den mittelalterlichen Stadtkern der fränkischen Gründung, die 1226 erstmals urkundlich erwähnt wurde, 1555 als Städtlein einige Stadtrechte besaß und 1924 zur Stadt erhoben wurde.

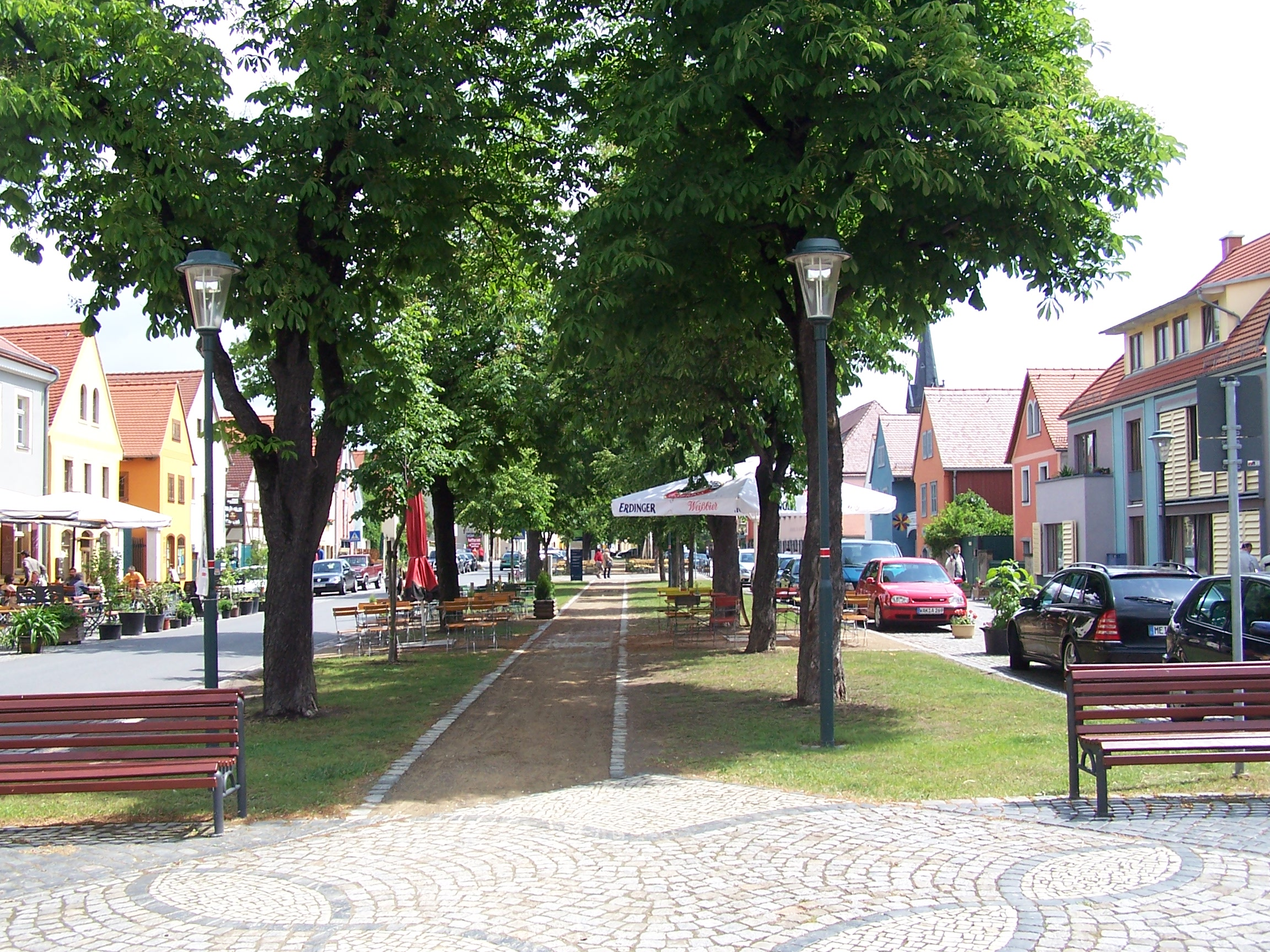
Anger Altkötzschenbroda, Blick Richtung Osten zur Friedenskirche. Links die Straßenführung für den Durchgangsverkehr, rechts für den ruhenden Verkehr.

## Ortslage

Kötzschenbrodaer Anger, Dorflage von Fürstenhain (re.), Poststraßen-Kreuzung (ob.). Kartenausschnitt aus Berliner Meilenblättern (1781–1810).

Kötzschenbrodaer Anger, Dorflage von Fürstenhain (re.), Bahnhof (ob.). Kartenausschnitt aus sächsischer Äquidistantenkarte von 1894.

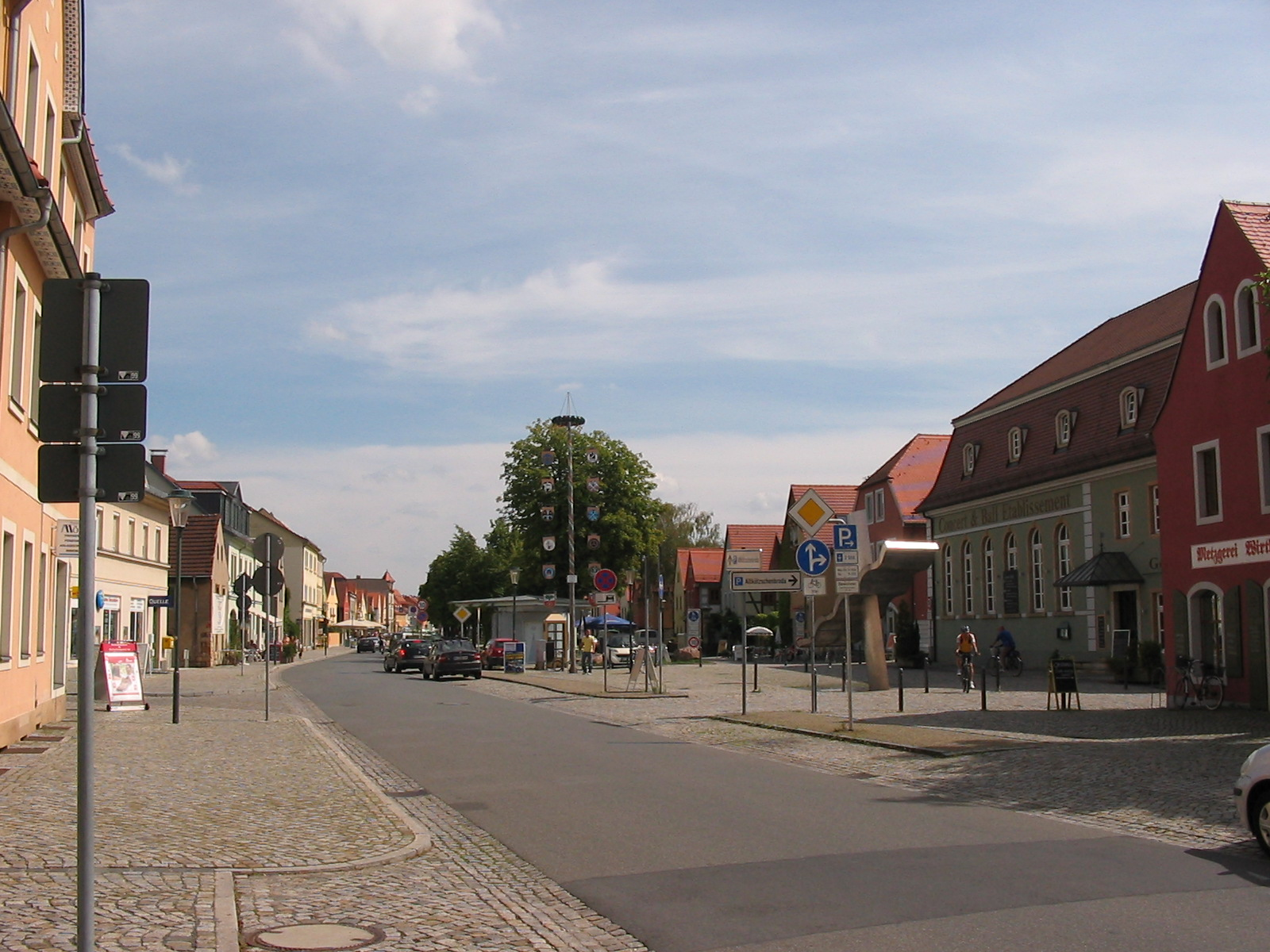
Blick über das Oberdorf, links die Bahnhofstraße, rechts der Goldene Anker

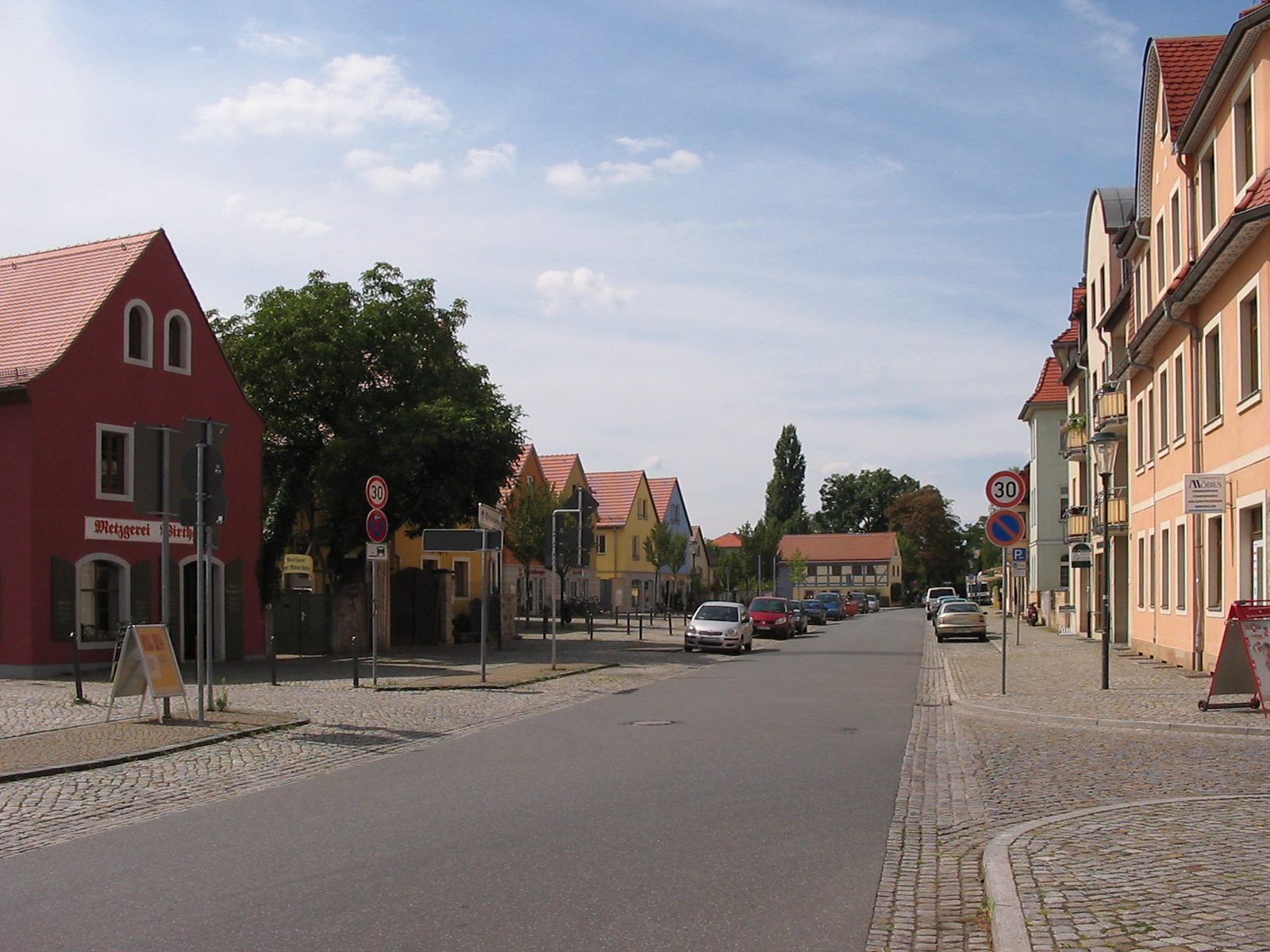
Blick über das Unterdorf ab der Bahnhofstraße rechts, am Ende das Hirtenhaus

Blick vom Anger auf den Durchgang zum Markt, links die Communschlächterei (1908 abgebrochen), rechts daneben unterhalb der Kirche die traufständige Nr. 41.

Kötzschenbroda ist flächenmäßig sowie mit 90 Bauernstellen am Anger die größte Ansiedlung der Lößnitzortschaften und als Sitz der Kirche zu Kötzschenbroda auch der wichtigste. Die fränkische Gründung erfolgte direkt an der Elbe und wird auf das 11. oder 12. Jahrhundert datiert. Der Straßenanger ist ost-west-orientiert und verläuft parallel zum Fluss.
Im Osten steht auf der der Elbe zugewandten Südseite des ehemaligen Marktplatzes auf einer Erhöhung die Parochiekirche mit dem Kirchhof. Auf der Ostseite steht anstelle eines ehemaligen Rittersitzes das ehemalige Brauschenkgut, die heutige Oberschänke. Die Südwestseite des Platzes wird durch das ehemalige Kirchgut geschlossen, heute das umfriedete Grundstück mit Pfarr- und Gemeindehaus; zwischen Kirche und Kirchgut führt eine schmale, steile Gasse zu den Elbwiesen hinunter. Die Nordseite wird durch ehemalige Hufnerhöfe geschlossen. Auf der Ostseite oberhalb der Oberschänke führt eine verkehrsberuhigte Gasse aus dem Ortskern in Richtung Fürstenhain; nach Nordosten geht die Neue Straße direkt auf das westliche Ende der Kötzschenbrodaer Straße und von dort weiter bis zur Meißner Straße; jenseits dieser verlängert sie sich durch die Dr.-Rudolf-Friedrichs-Straße bis in den Lößnitzgrund. Auf der Westseite ist der Platz zum größten Teil offen: dort schließt sich Richtung Westen der langgestreckte Straßenanger an, der mit meiste giebelständigen Zwei- und Dreiseithöfen eingefasst ist. Kurz vor seinem Ende mündet von Norden die Bahnhofstraße (von der Meißner Straße kommend), die zur Elbe hin durch die Straße An der Festwiese verlängert wird. Die Bahnhofstraße war zusammen mit der Moritzburger Straße der Viehweg (Vyheweg) ins Oberland, also bis in die Lindenauer Büsche. Die Ansiedlung bis hierhin war das ursprüngliche Oberdorf mit doppelter Straßenführung und grünem Anger in der Mitte. Nach Westen setzt sich im sogenannten Unterdorf die nördliche Straßenführung fort, während auf der Südseite lediglich eine Platzaufweitung vor den Grundstücken zu finden ist. Geradeaus führt dann die Kötitzer Straße Richtung Westen, während nach Südwesten die Uferstraße zum Anleger der Dampfschifffahrt führt.

## Bebauung
Die Grundstücksnummern fangen im Westen an. Auf der Nordseite zum Steilhang hin, der sogenannten Sommerseite, liegen in Form der Hufeisennummerierung die Nrn. 1–8 bis zur Bahnhofstraße, dann folgen Altkötzschenbroda 9 bis 28 bis zum nach Norden abzweigenden Gradsteg. Die restliche Nordseite besteht aus den Hausnummern 30 bis 38, die Oberschänke hat dann 39, Kirche bzw. Pfarrhaus die Nummer 40. Die weitere Südseite, auch Winterseite, bilden Altkötzschenbroda 41 bis 61 als Oberdorf. Jenseits von An der Festwiese bilden die Nrn. 62–70 die Elbseite des sogenannten Unterdorfs.
Das große Straßenangerdorf Kötzschenbroda wird im Dehio-Handbuch als wichtigster Ort im 19. Jahrhundert erwähnt. Zu DDR-Zeiten stand der Straßenanger im Gegensatz zu den Angern Altnaundorf, Alt-Zitzschewig und Alt-Radebeul nicht unter Denkmalschutz. Jedoch war die Friedenskirche ab spätestens 1973 ein Denkmal der Kulturgeschichte unter Denkmalschutz, zusammen mit den beidseits anliegenden Gebäuden des Pfarrhauses sowie der Oberschänke.
Nach der Wende stehen die meisten Anwesen dort am Anger als grundstücksgenaue Kulturdenkmale unter Denkmalschutz und sind daher in der Liste der Kulturdenkmale in Radebeul-Kötzschenbroda aufgeführt, teilweise mit mehreren Gebäuden: Es sind dies neben dem Kriegerdenkmal auf dem Platz vor der Kirche die Grundstücksnummern 5, 8, 10, 11, 13, 15, 17, 18, 19, 20, 21, 22, 24, 25, 28, 32, 33, Oberschänke (39), Friedenskirche mit dem Kirchhof sowie dem dort stehenden Sandstein-Bildwerk „Chronos und die Trauernde“, Lutherhaus und Pfarrhaus (40), 41, 44, 45, 46, 47, die Alte Apotheke (48), 49, 53, die Alte Schmiede (54), 55, 56, 57, 58, 59, der zweite Gasthof Goldener Anker (61), 62, das Gasthaus „Großes Weinstuben“ (64), 68 sowie das historische Hirtenhaus (70).
Mit der 1273 ersterwähnten Kirche und dem Kirchhof findet sich in Altkötzschenbroda das wohl älteste datierbare Bauwerk von Radebeul am Platz. Die beiden Gasthäuser wurden als Brauschenkgüter 1497 urkundlich erwähnt. Beim Pfarrhaus und dem Hirtenhaus (Nr. 70) gehen die Datierungen in die zweite Hälfte des 17. Jahrhunderts. Etliche Höfe sind mit 1724, 1739 bzw. 1742 datiert. Die meisten Resthofgebäude gehen jedoch auf das Jahr 1805 zurück, als sie nach dem letzten verheerenden Dorfbrand wiederaufgebaut wurden.

## Benamung
Der Straßenanger trug lange Zeit den Namen Hauptstraße, während der östliche Platz vor der Kirche und der Oberschänke als Markt bezeichnet wurde. 1924, mit der Vereinigung der westlichen Lößnitzortschaften zur Großgemeinde und dann zur Stadt Kötzschenbroda, erhielt der Anger in Naundorf den Namen Altnaundorf, nachdem er vorher auch Hauptstraße geheißen hatte.
Mit der Vereinigung mit Radebeul 1935 zur neuen Stadt Radebeul wurde die Kötzschenbrodaer Hauptstraße in Altkötzschenbroda umbenannt, während die auch heute noch Hauptstraße genannte Straße in der Gemarkung Radebeul ihren Namen behielt.

## Bewohner und Anlieger

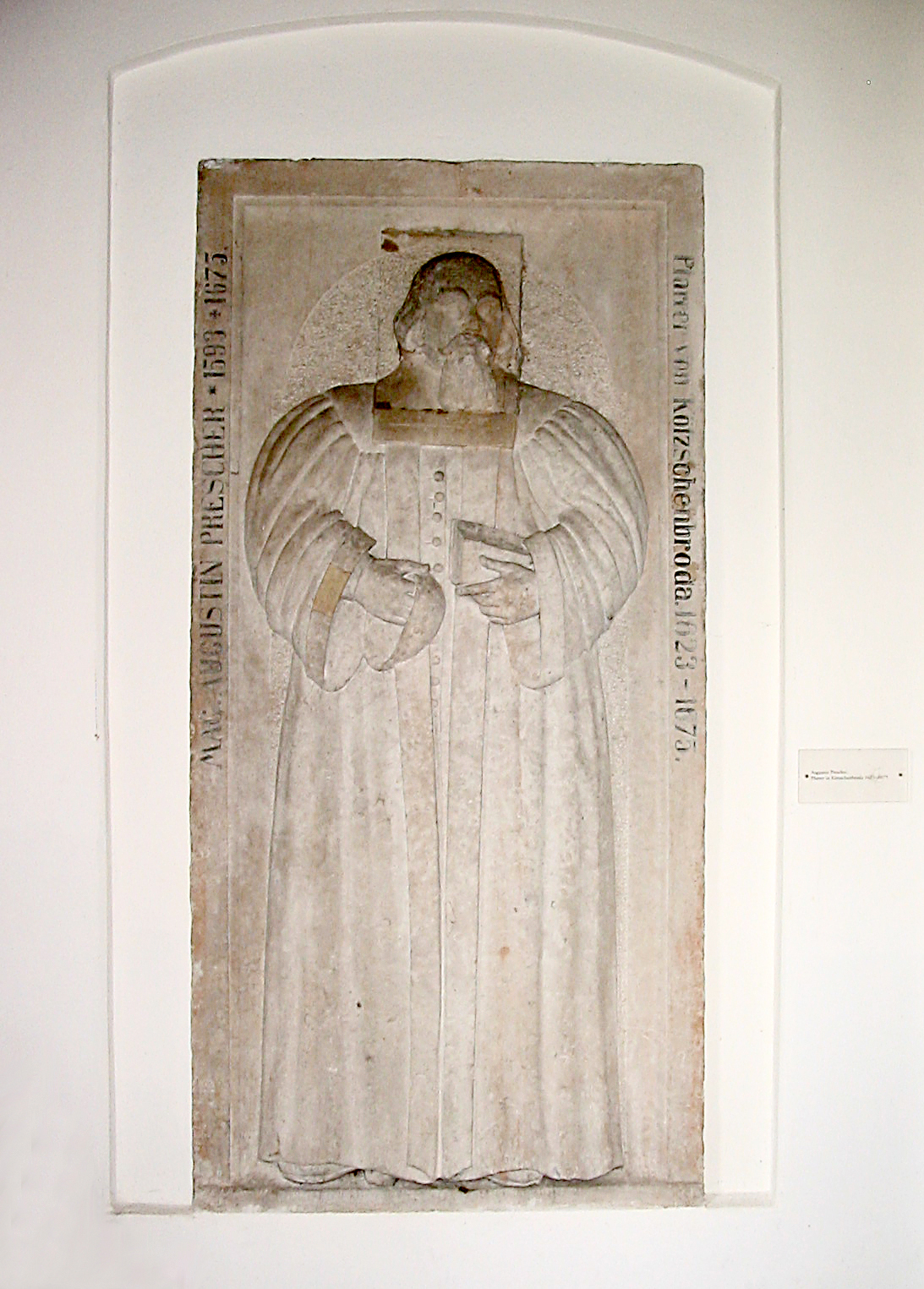
Grabplatte von Prescher

Von den zahlreichen Pfarrern, die das Kirchgut bzw. das Pfarrhaus bewohnten, sind Johann Samuel Gottlob Flemming, Augustin Prescher, Johann Gottlob Trautschold und Christophorus Bulaeus bekannt und zu nennen. Flemming rettete Kötzschenbroda 1812 vor der Plünderung durch napoleonische Truppen. Prescher war der Gastgeber 1645 bei den Verhandlungen zum Waffenstillstand von Kötzschenbroda zwischen Sachsen und Schweden im Dreißigjährigen Krieg. Zudem schaffte er es, bevor er nach 52 Jahren Pfarrdienst aus dem Amt schied, dass nach der Zerstörung Altkötzenbrodas (bis auf drei Häuser) durch die Schweden 1637 nicht nur der Ort wiederaufgebaut wurde, sondern auch, dass sein Kurfürst Johann Georg I. den Wiederaufbau der Kirche im Renaissancestil großzügig förderte und seinen Baumeister Ezechiel Eckhardt dafür beauftragte. Der Kurfürst war, wenn er sich auf der Hoflößnitz befand, nach Kötzschenbroda zu Prescher gepfarrt und besuchte dann mit dem Hofstaat die Kirche in Kötzschenbroda. Zu Preschers Zeiten besaß der kurfürstlich-sächsische Rat und Geheime Reichssekretär Anton Weck, der auch an den Verhandlungen zum Waffenstillstand teilnahm, neben mehreren Weinbergen in der Lößnitz ein Bauerngut am Markt (Nr. 32).
Zu Beginn des 19. Jahrhunderts, genauer 1818, wurde auf dem Hof seiner Familie (Nr. 43/44) der spätere Eisenbahningenieur und -unternehmer Wilhelm Eichler geboren, den der österreichische Kaiser wegen seiner Verdienste mit dem Prädikat von Eichkron adelte.
In den 1980er Jahren war das gesamte Gebiet aufgrund seines (z. T. auch bewusst in Kauf genommenen) fortschreitenden Verfalls zum Abriss vorgesehen: Bis auf die Friedenskirche und die Oberschänke sollte das Straßenangerdorf abgerissen und durch eine Zeilenbebauung mit Plattenbauten des Typs WBS 70/14.40 ersetzt werden.
1991 wurde das Gebiet zum Sanierungsgebiet erklärt, gleichwohl begann diese nach überaus kontrovers geführten Debatten erst nach 1994. Die gefundenen Lösungen haben zwar das nahezu komplette städtebauliche Ensemble erhalten können, gleichwohl waren Neubauten sowie Abriss-Neubauten nötig. In diesem Prozess gelang es, städtebaulich bedeutende Ensembles, wie das „Dampfschiffhotel“ (von dem praktisch nur die Umfassungsmauern erhalten geblieben waren) wieder zu errichten. Dabei konnten auch praktisch vernichtete Innenräume, wie auch verlorene Außenräume in ihrer historisch-städtebaulichen Fassung wiedergewonnen werden: Überörtlich von verschiedenen Institutionen gewürdigt, gilt die Sanierung von Altkötzschenbroda als eines der gelungenen Beispiele eines Sanierungsprozesses hinsichtlich Erhaltung, Bewahrung, aber auch Wiedergewinnung eines dörflichen Raumes inmitten eines städtisch geprägten Umfeldes.
Nach dem Abschluss der Sanierungsgebietsarbeiten ist der Anger Altkötzschenbroda seit den 2000er Jahren hauptsächlich ein Veranstaltungsort mit zahlreichen Gaststätten, Cafés und Kneipen, wie sie z. B. in der Liste historischer Gasthäuser in Radebeul aufgeführt sind. Weitere Anlieger sind das Familienzentrum Radebeul (Altkötzschenbroda 20) sowie die unter der Nr. 21 zu findende Kulturschmiede mit der Stadtgalerie, der Städtischen Kunstsammlung sowie der Heimatstube Kötzschenbroda. Als großer städtischer Platz hat Altkötzschenbroda überregionale Bedeutung, indem dort beispielsweise das Herbst- und Weinfest mit Besuchern aus ganz Sachsen und darüber hinaus gefeiert wird. Die Entscheidung, es am gleichen Wochenende wie das Weinfest in Meißen stattfinden zu lassen, ist eine bewusste: Die Feste ergänzen sich und bewahren ihrer beider Eigenarten. Im Advent öffnet der Weihnachtsmarkt an den Wochenenden.